# Procolobus
Procolobus (Проколобус) — рід приматів фауни Старого Світу з родини Мавпові (Cercopithecidae). Рід включає 7 видів, які живуть в лісах Африки. Більшість видів знаходяться під загрозою зникнення.

## Стиль життя
Вид листоїдний.

## Види
За МСОП є 10 сучасних видів роду:
- Procolobus badius
- Procolobus pennantii
- Procolobus preussi
- Procolobus tholloni
- Procolobus foai
- Procolobus tephrosceles
- Procolobus gordonorum
- Procolobus kirkii
- Procolobus rufomitratus
- Procolobus epieni
- Procolobus verus